# Nycteris macrotis
Nycteris macrotis é uma espécie de morcego da família Nycteridae. Pode ser encontrada na África Ocidental, Central e Oriental.